# Seward's Success
Seward’s Success est une ville planifiée proposée à Point MacKenzie, au nord d’Anchorage, en Alaska (États-Unis). Ce mégaprojet devait être entièrement enfermé sous un dôme couvrant le bras de mer Knik Arm et abriter une communauté de 40 000 habitants, avec de vastes zones résidentielles, de bureaux, de loisirs et commerciales. Il fut proposé en 1968, après la découverte de pétrole à Prudhoe Bay, mais abandonné en 1972 en raison du retard dans le développement du Trans-Alaska Pipeline System.
Son nom fait allusion à la “Folie de Seward”, un sobriquet lancé au Secrétaire d’État des États-Unis William H. Seward à propos de l’achat de l’Alaska en 1867.

## Histoire
Le projet de construction de Seward’s Success a été élaboré après la découverte, en janvier 1968, de gisement pétrolier à Prudhoe Bay. La communauté devait être développée en quatre phases, d’un coût de 800 millions de dollars (
5,9 milliards aujourd’hui), devait être développée par Tandy Industries de Tulsa, Oklahoma, et conçue par Adrian Wilson Associates de Los Angeles ,. La première phase, d’un coût estimé à 170 millions de dollars (
1,2 milliard aujourd’hui), devait accueillir une population de 5 000 habitants et comprendre 600 000 pieds carrés (55 741,824 m2) de bureaux, 300 000 pieds carrés (27 870,912 m2) d’espaces commerciaux ainsi qu’une arène sportive couverte. L’élément central du projet de bureaux était le Centre pétrolier d’Alaska, un immeuble de 20 étages prévu pour accueillir diverses compagnies pétrolières et de services liés au pétrole,. Le projet était présenté comme la première communauté totalement fermée et climatisée au monde.
Les transports entre Seward’s Success et le centre-ville d’Anchorage devaient initialement être assurés par un téléphérique à grande vitesse. Par la suite, un monorail devait être construit comme liaison supplémentaire entre la ville et l’aéroport international d’Anchorage,,. Les automobiles n’auraient pas été autorisées à l’intérieur de la communauté,, et tous les déplacements à l’intérieur de Seward’s Success devaient être assurés par le téléphérique, le monorail, des pistes cyclables et des trottoirs.
La température aurait été maintenue à 68 degrés Fahrenheit (20 °C) toute l’année. L’enveloppe extérieure aurait été composée de verre conçu pour fonctionner comme une serre afin de maintenir cette température. L’énergie nécessaire pour alimenter la communauté aurait été produite à partir du gaz naturel disponible sur place.
La construction physique de la communauté devait commencer en 1970 avec l’achèvement d’un quai et de plusieurs routes. Cependant, en raison des retards causés par des poursuites judiciaires contre la construction de l’oléoduc trans-Alaska, un groupe sous-traitant de Tandy ne parvint pas à effectuer le paiement annuel du bail pour les 15,791 km2 où devait être située Seward’s Success. En 1972, le projet fut officiellement annulé.

## Voir Aussi
- (en) Pont de Knik Arm- Pont proposé pour traverser la Knik Arm entre Anchorage et la localisation proposée pour Seward’s Succes.